# Indiana Central Canal
Le Indiana Central Canal est un canal destiné à relier le canal Wabash et Érié à l'Ohio. Il passe par Indianapolis.